# Eucereon tesselatum
Eucereon tesselatum là một loài bướm đêm thuộc phân họ Arctiinae, họ Erebidae.